# بوليدوروس الإسبرطي
بوليدوروس (باليونانية: Πολύδωρος)هو ابن ألكمينيس، والملك العاشر لأسبرطة من سلالة أجيداي، وأب يوريكراتس الذي سيخلف الحكم من بعده.

## وصلات خارجية
- مولر، كارل أوتفريد تاريخ وآثار السلالة الدورية. (باللغة الإنجليزية)